# Шатодубл (Дром)
Шатодубл (фр. Châteaudouble) насеље је и општина у источној Француској у региону Рона-Алпи, у департману Дром која припада префектури Валанс.
По подацима из 2011. године у општини је живело 570 становника, а густина насељености је износила 32,82 становника/km². Општина се простире на површини од 17,37 km². Налази се на средњој надморској висини од 380 метара (максималној 1.102 m, а минималној 270 m).

## Демографија
| 1962. | 1968. | 1975. | 1982. | 1990. | 1999. | 2011. |
| ----- | ----- | ----- | ----- | ----- | ----- | ----- |
| 239   | 281   | 304   | 323   | 414   | 476   | 570   |

График промене броја становника у току последњих година